# Anschießer

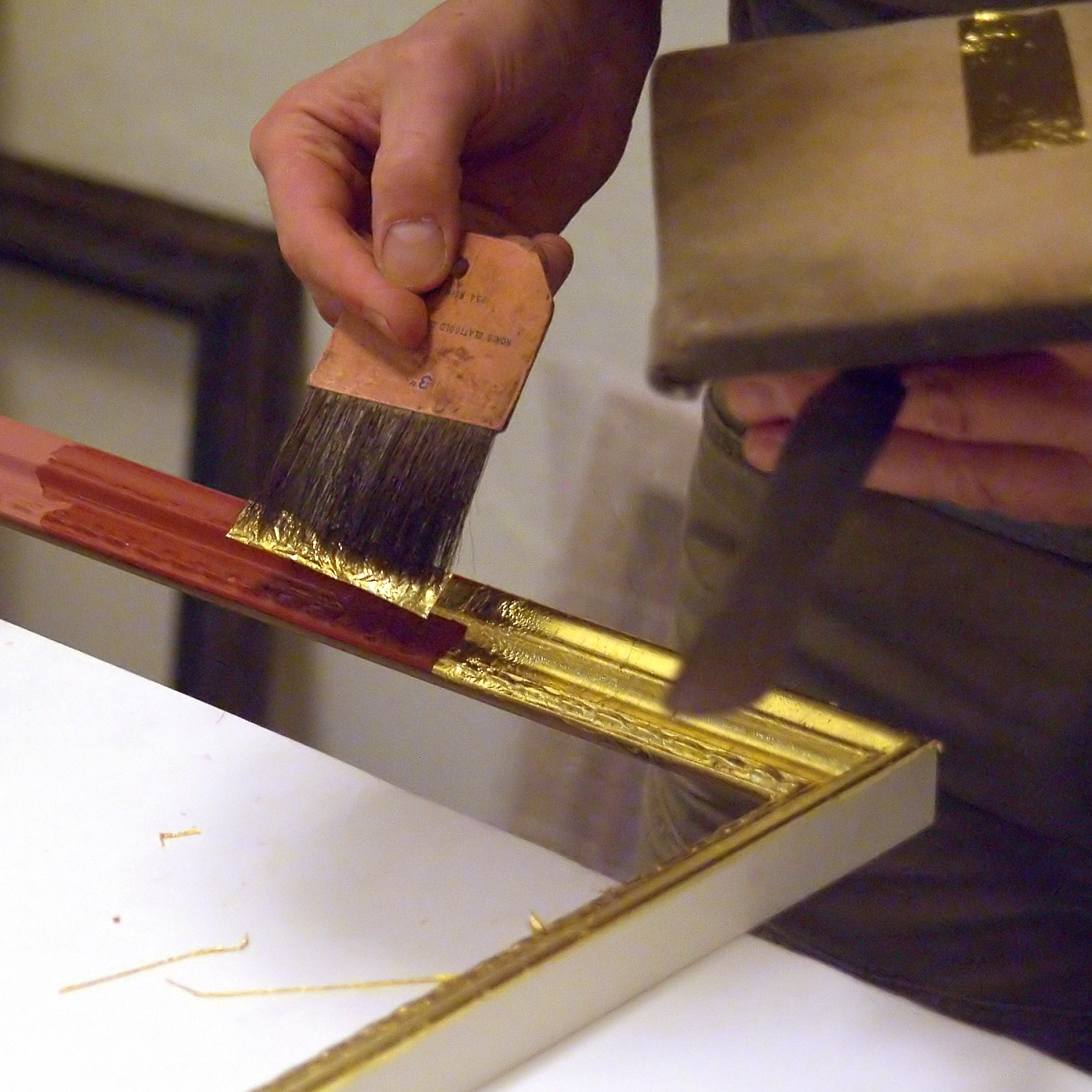
Das Blattgold wird „angeschossen“

Ein Anschießer ist ein aus Dachs-, Kamel- oder Fehhaaren hergestellter etwa 25 bis 100 Millimeter breiter Pinsel.
Der Anschießer wird durch Streichen über die Arme, Wange oder Haare des Verwenders elektrostatisch aufgeladen und dadurch „haftet“ das Blattmetall am Pinsel bis zur Übertragung auf den vorbereiteten Untergrund. Mit den Spitzen der in Karton oder Holz gefassten Pinselhaare wird beim Vergolden das lose Blattgold oder -silber vom Papier abgenommen und auf den Untergrund angeschossen. Das Besatzmaterial muss weich genug sein, dass das Blattgold nicht einreißt oder durchstoßen wird.
Heutzutage werden Anschießer auch mit Synthetikhaar-Besatz hergestellt.